# 三橋正
三橋 正（みつはし ただし、1960年3月1日 - 2014年11月7日）は、日本の平安時代史研究者。日本宗教史。日本思想史。古記録文化論。博士（文学） （大正大学・論文博士・2001年）（学位論文『平安時代の信仰と宗教儀礼』）。

## 来歴
千葉県生。
父・三橋一也は駒沢オリンピック公園を設計、井の頭恩賜公園を管理保全した造園家。1980年、松本亨英語高等専門学校卒業。1984年、大正大学史学科卒業。1989年、大正大学大学院文学研究科史学専攻博士課程修了。2001年6月、『平安時代の信仰と宗教儀礼』で大正大学より博士（文学）の学位を取得。1990年、日本学術振興会特別研究員、1997年、財団法人大倉精神文化研究所客員研究員等を経て、2004年、明星大学日本文化学部助教授、2007年、准教授、2011年、人文学部日本文化学科教授。享年54。

## 著書
- 『平安時代の信仰と宗教儀礼』続群書類従完成会、2000年
- 『日本古代神祇制度の形成と展開』法藏館、2010年
- 『古記録文化論』武蔵野書院、2015年

## 共著・共編
- 三橋正、ルチア・ドルチェ編『「神仏習合」再考』勉誠出版、2013年
- 三橋正監修・菊地勇次郎著『浄土信仰の展開』勉誠出版、2014年

## 校注・訳
- 大正大学綜合佛教研究所神仏習合研究会編『校註解説現代語訳　麗気記Ⅰ』法藏館、2001年
- 黒板伸夫監修・三橋正編『小右記註釈　長元四年』上・下　小右記講読会発行、八木書店発売、2008年

## 受賞
- 2000年12月、第1回神道宗教学会賞『平安時代の信仰と宗教儀礼』により。
- 2001年3月、第9回中村元賞『平安時代の信仰と宗教儀礼』により。

## 参考
- “三橋正氏、逝去”.   笠間書院. 2014年11月13日閲覧。
- 三橋正、ルチア・ドルチェ編 編「著者紹介」『「神仏習合」再考』勉誠出版。ISBN 9784585210177。 NCID BB13487088。